# Ercolano
Ercolano (bis 1969 Resina) ist eine Stadt westlich des Vesuv am Mittelmeer mit 49.790 Einwohnern (Stand 31. Dezember 2023) in der Metropolitanstadt Neapel in der italienischen Region Kampanien.

## Lage und Daten
Ercolano liegt 8 km südöstlich von Neapel, in der Nähe des Golfes von Neapel. Die Stadt steht an der Stelle der antiken Stadt Herculaneum.
Die Nachbargemeinden sind Boscotrecase, Massa di Somma, Ottaviano, Pollena Trocchia, Portici, San Giorgio a Cremano, San Sebastiano al Vesuvio, Sant’Anastasia, Somma Vesuviana, Torre del Greco und Trecase.

## Geschichte

Ausbruch des Vesuvs 79 n. Chr.

Der Ort wurde von den Griechen als Herakleion gegründet. Das genaue Gründungsjahr ist unbekannt. 89 v. Chr. wurde die Stadt römisch und hieß Herculaneum. Diese Stadt wurde 79 n. Chr. bei einem Ausbruch des Vesuvs verschüttet. Bis 1969 hieß der Ort Resina.

## Sehenswürdigkeiten

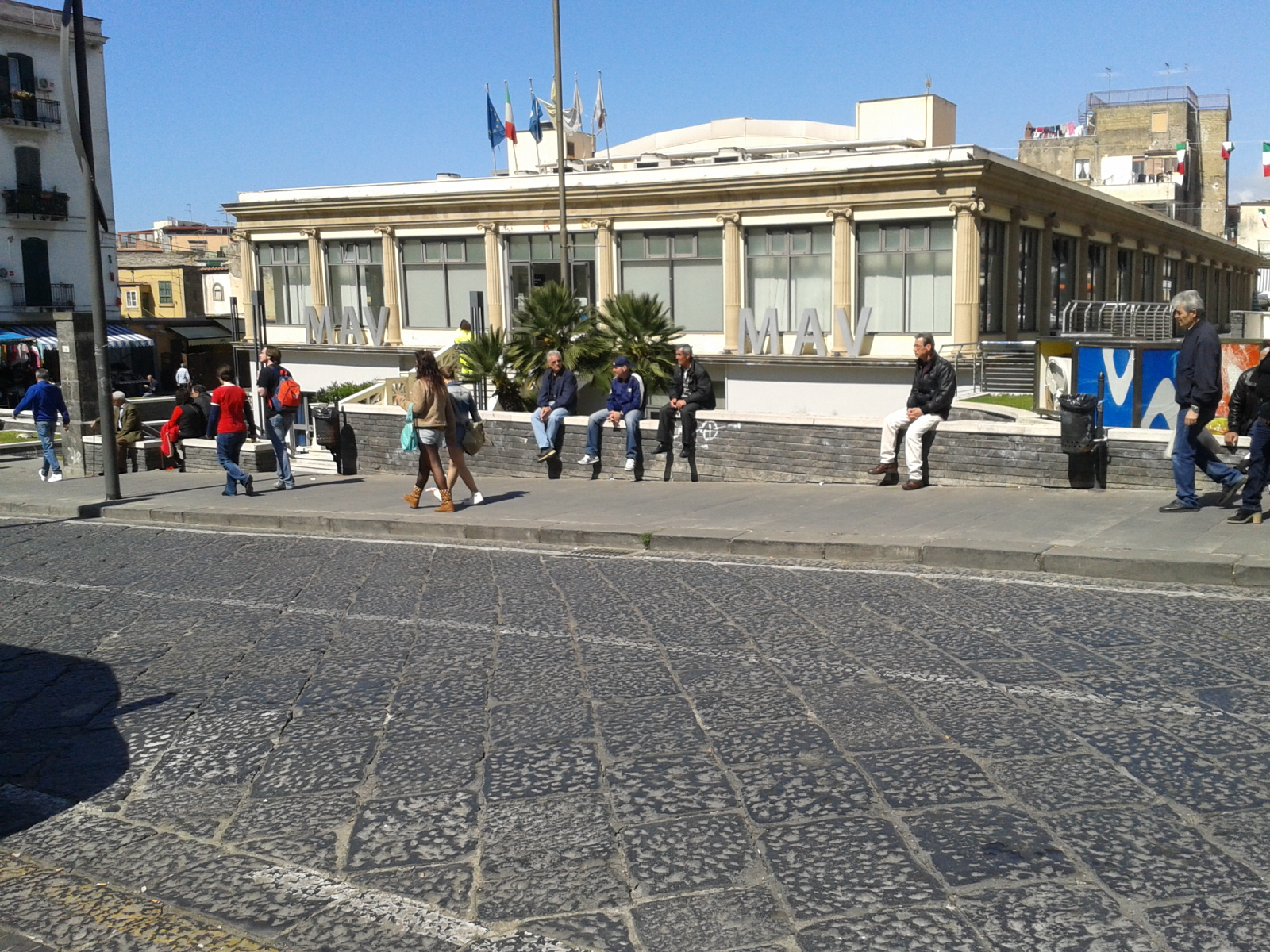
Museum MAV

- Die Ausgrabungsstätten von Herculaneum[2]
- Creator Vesevo Museo (Ercolano National Museum of Western Art)
- Museo archeologico virtuale – MAV (Virtual Archaeological Museum)[3]

## Söhne und Töchter der Stadt
- Amadeo Bordiga (1889–1970), Gründer und erster Vorsitzender der Kommunistischen Partei Italiens
- Antonio Di Donna (* 1952), katholischer Geistlicher, Bischof von Acerra

## Rundfunkberichte
- Jan-Christoph Kitzler: KAMPF GEGEN DIE CAMORRA – Die mutigen Bürger von Ercolano, Deutschlandfunk – „Hintergrund“ vom 5. September 2014